# Konrad Reidl

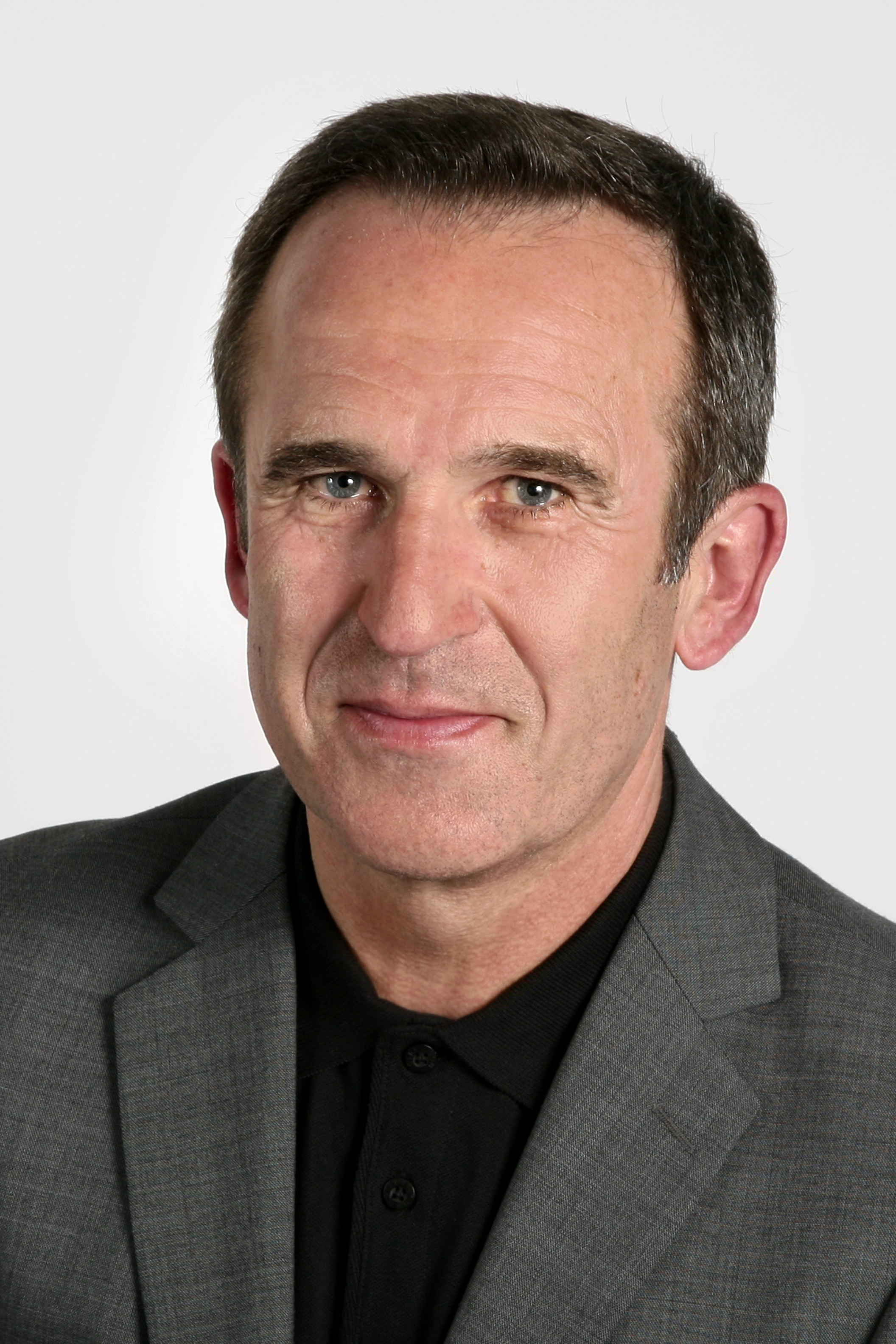
Konrad Reidl

Konrad Reidl (* 14. März 1952 in München) ist ein deutscher Ökologe und Professor für Vegetations- und Standortkunde sowie Naturschutz an der Hochschule für Wirtschaft und Umwelt Nürtingen-Geislingen (HfWU).

## Leben
Konrad Reidl studierte Landschaftsökologie und Landschaftsplanung an der Technischen Universität München – Weihenstephan sowie Biologie an der Ludwig-Maximilians-Universität München. Von 1978 bis 1983 war er wissenschaftlicher Mitarbeiter an der Universität Essen, Institut für Angewandte Biologie, insbesondere Angewandte Botanik. Von 1983 bis 1990 war er als wissenschaftlicher Mitarbeiter an der Landesanstalt für Ökologie des Landes Nordrhein-Westfalen tätig. Aufgabenschwerpunkte waren: Landschaftsplanung, Naturschutz, Stadtökologie. Im Jahr 1989 erfolgte die Promotion an der Universität Essen mit dem Thema "Floristische und vegetationskundliche Untersuchungen als Grundlagen für den Arten- und Biotopschutz in der Stadt – dargestellt am Beispiel Essen".
Zum Sommersemester 1990 erhielt er einen Ruf an die Hochschule für Wirtschaft und Umwelt Nürtingen-Geislingen (HfWU), zunächst im Masterstudiengang Umweltschutz, ab 1992 als Professor für Vegetations- und Standortkunde und Naturschutz an der Fakultät Landschaftsarchitektur, Umwelt- und Stadtplanung.
Seine Schwerpunkte in Forschung und Transfer sind in erster Linie: Pflege, Entwicklung und Wiederherstellung gefährdeter Lebensräume, Renaturierung von Mooren für den Arten- und Biotopschutz sowie zur Verringerung des CO2-Ausstoßes, Management von Natura 2000-Gebieten, Erfassung und Bewertung von Ökosystemdienstleistungen, Entwicklung von Biotopverbundsystemen, Planung von Großschutzgebieten, Entwicklung von urbanen Grünflächen und Brachen für den Arten- und Biotopschutz und für die Stadtbewohner, Entwicklung von Naturerfahrungsräumen.
Konrad Reidl war Gastprofessor an der Universität Stellenbosch (Department of Conservation Ecology and Entomology).
Er ist Direktor des Institutszentrums für Angewandte Forschung der Hochschule für Wirtschaft und Umwelt Nürtingen-Geislingen und leitet zahlreiche und umfangreiche Projekte angewandter Forschung. Des Weiteren ist er Direktor des Instituts für Umweltplanung (IUP) an der HfWU, mit dem er den Transfer wissenschaftlicher Erkenntnisse in die Landschafts- und Naturschutzplanung vollzieht.

## Publikationen (Auswahl)
- Reidl, K. (1990): Floristische und vegetationskundliche  Untersuchungen als Grundlagen für den Arten- und  Biotopschutz in der Stadt – dargestellt am Beispiel Essen. – Verlag G. Mainz,  Aachen. Zugl.: Essen, Univ., Dissertation
- Mit H.-J. Schemel, H.-J. u. B. Blinkert: Naturerfahrungsräume im besiedelten Bereich. Schriftenreihe der Hochschule für Wirtschaft und Umwelt Nürtingen-Geislingen. Band 24.
- Reidl, K. (2005): Untersuchung zur Machbarkeit eines Biosphärenreservates in urban-industriellen Landschaften, insbesondere im Bereich des Emscher Landschaftsparkes und angrenzender Gebiete. Im Auftrag der Internationalen Bauausstellung Emscher-Park GmbH. – Überarb. u. erg. Fassung eines Gutachtens aus dem Jahr 1997. Im Internet publiziert.
- Reidl, K. u. a. Potentielle Natürliche Vegetation von Baden-Württemberg. – Hrsg.: LUBW Landesanstalt für Umwelt, Messungen und Naturschutz Baden-Württemberg, Naturschutz – Spectrum Themen 100. Karlsruhe, Verlag Regionalkultur 2013. Volltext